# Das wirkliche Blau
Die 1967 erschienene Erzählung Das wirkliche Blau gehört zum Alterswerk von Anna Seghers. In diesem arbeitet sie ihre Zeit in Mexiko auf.

## Inhaltsangabe
Mexiko während des Zweiten Weltkriegs: Der Töpfer Benito verkauft seine Waren am Mercado von Mexiko-Stadt. Seine Kunden kaufen sein Geschirr wegen des tiefblauen Musters.
Plötzlich jedoch kann er die blaue Farbe nicht mehr beschaffen: Es ist Krieg, und die Waren des deutschen Konzerns, der die blaue Farbe hergestellt hatte, dürfen wegen des Handelsembargos gegen Deutschland nicht mehr verkauft werden. Eine andere Farbe als blau zu verwenden kommt aber nicht in Frage. Benitos Drogist bietet ihm andere Blautöne an, aber seine Kundschaft will nur sein Blau und „nicht irgendeins, das man nur Blau nennt, weil kein anderer Name bereit ist, man nennt es Blau, aber das Herz geht einem dabei nicht auf.“ Rot, wie der Drogist Benito anbietet, kommt nicht in Frage.
Benitos Tante Eusebia, ein altes Kräuterweib und die Autoritätsperson der Familie, erzählt ihm, sein Vetter Rubén habe, weitab von seinem Dorf, auf der Halde einer Silbermine bei San Matteo ein Gestein entdeckt, das – geröstet und gemahlen – genau den Farbton ergebe, den er brauche. Benito macht sich also auf den Weg und zieht per Bahn, Bus und zu Fuß durch halb Mexiko, um die Silbermine und Vetter Rubén zu finden; es ist eine mühselige, lange Reise.
Der Töpfer Benito trifft auf seiner Reise immer wieder Menschen, die ihm weiterhelfen – mit einer Handvoll Reis, einer Tortilla, einem Schluck Wasser und guten, aber manchmal verwirrenden Ratschlägen.
Benito findet am Ende seiner mühsamen Suche Vetter Rubén in den Bergen unweit der Stadt San Cristóbal, wohin dieser sich zurückgezogen hatte, um vor Nachahmern sicher zu sein. Dem anfangs abweisenden Rubén und seinem Helfer Lorenzo war es tatsächlich gelungen, aus dem Abfall der Silbergrube das Blau, „das wirkliche Blau“, zu gewinnen. Benito muss sich das Blau aber bei seinen Verwandten selbst gewinnen und mithelfen.
Erst dann, als alle seine Farbbüchsen voll sind, kann er die Heimreise antreten. Dort hat seine Familie monatelang auf ihn gewartet und zwischenzeitlich ist ein Töchterchen geboren worden.

## Ausgaben
- Anna Seghers: Das wirkliche Blau. Eine Geschichte aus Mexiko. Aufbau-Verlag, Berlin 1967, 1. Auflage, 108 Seiten.
- Anna Seghers: Das wirkliche Blau. Eine Geschichte aus Mexiko. Aufbau-Taschenbuchverlag, Berlin 1993, ISBN 3-7466-5152-2 (mit einem Nachwort von Sonja Hilzinger).

## Hörbuch
- Anna Seghers: Das wirkliche Blau, Hessischer Rundfunk, 2006, gelesen von Jochen Nix

## Verfilmung
Die Erzählung wurde in der DDR 1986 unter der Regie von Christa Mühl mit den Darstellern Gojko Mitić, Henry Hübchen, Werner Dissel, Blanche Kommerell und anderen vom DFF verfilmt.